# Khai-Ma
Khai-Ma – gmina w Republice Południowej Afryki, w Prowincji Przylądkowej Północnej, w dystrykcie Namakwa. Siedzibą administracyjną gminy jest Pofadder.